# Comuna Românași, Sălaj
Românași, până în 1966 Unguraș, (în maghiară Alsóegregy) este o comună în județul Sălaj, Transilvania, România, formată din satele Chichișa, Ciumărna, Păușa, Poarta Sălajului, Românași (reședința) și Romita.

## Obiective turistice
- Biserica de lemn din Ciumărna cu hramul "Sf. Arhangheli", construcție secolul al XVIII-lea, monument istoric
- Biserica de lemn din Chichișa cu hramul "Sf. Arhangheli", construcție 1797, monument istoric
- Biserica de lemn din Păușa cu hramul "Sf. Nicolae", construcție 1730, monument istoric
- Biserica de lemn din Poarta Sălajului cu hramul "Sf. Apostoli", construcție secolul al XVII-lea, monument istoric (biserica a fost adusă din satul Răstolț în anul 1840)
- Biserica de lemn din Romita cu hramul „Sf. Nicolae”, construcție din secolul al XVIII-lea, monument istoric
- Castrul roman de la Romita
- Castrul roman de la Românași

## Demografie
Componența etnică a comunei Românași
     Români (73,89%)
     Romi (13,41%)
     Alte etnii (0,29%)
     Necunoscută (12,41%)
Componența confesională a comunei Românași
     Ortodocși (68,41%)
     Penticostali (13,95%)
     Baptiști (2,57%)
     Greco-catolici (1,09%)
     Alte religii (1,31%)
     Necunoscută (12,67%)
Conform recensământului efectuat în 2021, populația comunei Românași se ridică la 3.118 locuitori, în creștere față de recensământul anterior din 2011, când fuseseră înregistrați 2.894 de locuitori. Majoritatea locuitorilor sunt români (73,89%), cu o minoritate de romi (13,41%), iar pentru 12,41% nu se cunoaște apartenența etnică. Din punct de vedere confesional, majoritatea locuitorilor sunt ortodocși (68,41%), cu minorități de penticostali (13,95%), baptiști (2,57%) și greco-catolici (1,09%), iar pentru 12,67% nu se cunoaște apartenența confesională.

## Politică și administrație
Comuna Românași este administrată de un primar și un consiliu local compus din 13 consilieri. Primarul, Ioan Buda[*], de la Partidul Național Liberal, este în funcție din 2012. Începând cu alegerile locale din 2024, consiliul local are următoarea componență pe partide politice:
|  | Partid                          | Consilieri | Componența Consiliului | Componența Consiliului | Componența Consiliului | Componența Consiliului | Componența Consiliului | Componența Consiliului | Componența Consiliului | Componența Consiliului |
|  | ------------------------------- | ---------- | ---------------------- | ---------------------- | ---------------------- | ---------------------- | ---------------------- | ---------------------- | ---------------------- | ---------------------- |
|  | Partidul Național Liberal       | 8          |                        |                        |                        |                        |                        |                        |                        |                        |
|  | Partidul Social Democrat        | 2          |                        |                        |                        |                        |                        |                        |                        |                        |
|  | Partidul S.O.S. România         | 1          |                        |                        |                        |                        |                        |                        |                        |                        |
|  | Alianța pentru Unirea Românilor | 1          |                        |                        |                        |                        |                        |                        |                        |                        |
|  | Bîrjac Gavril                   | 1          |                        |                        |                        |                        |                        |                        |                        |                        |

## Imagini

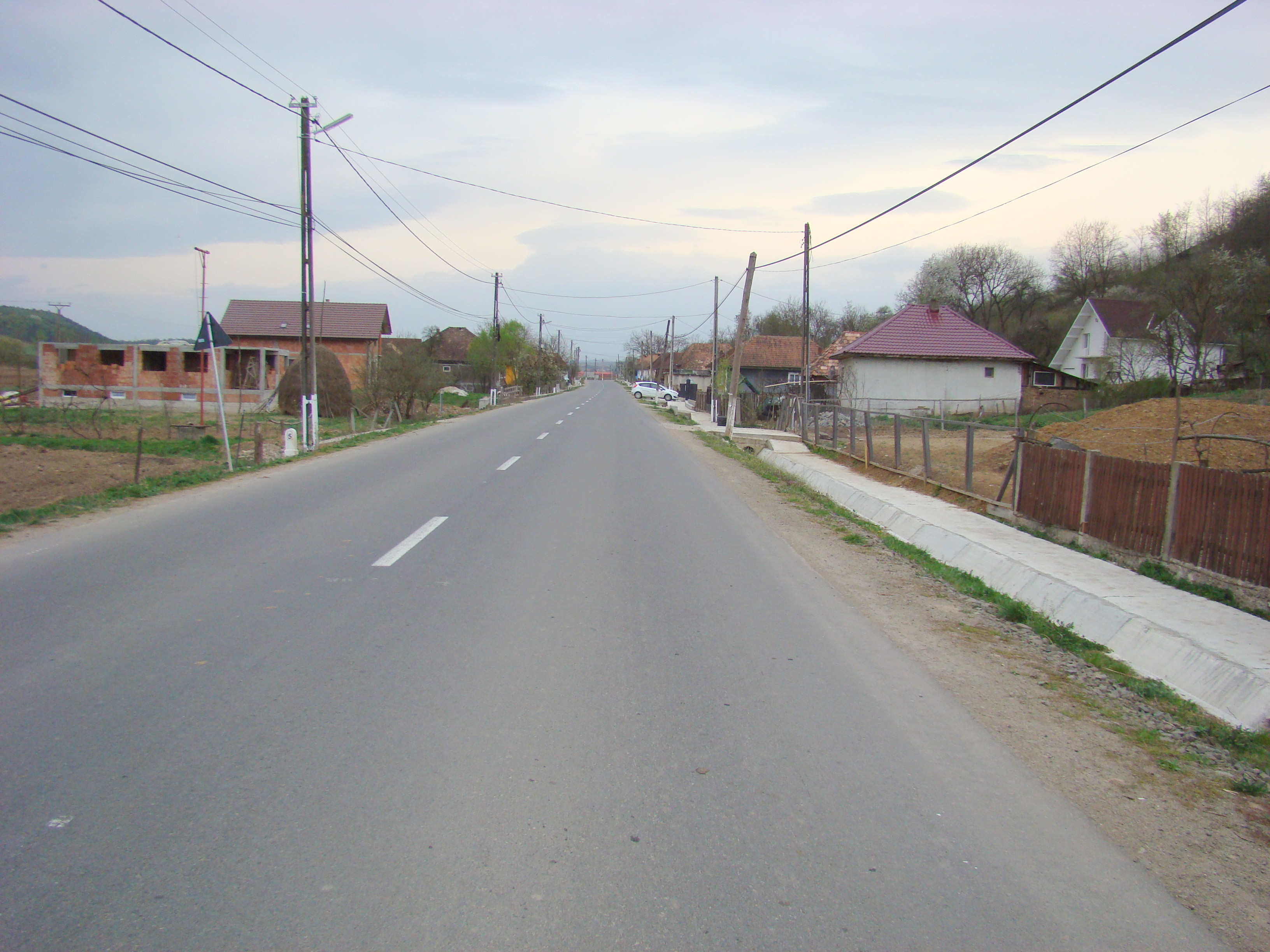
Chichișa
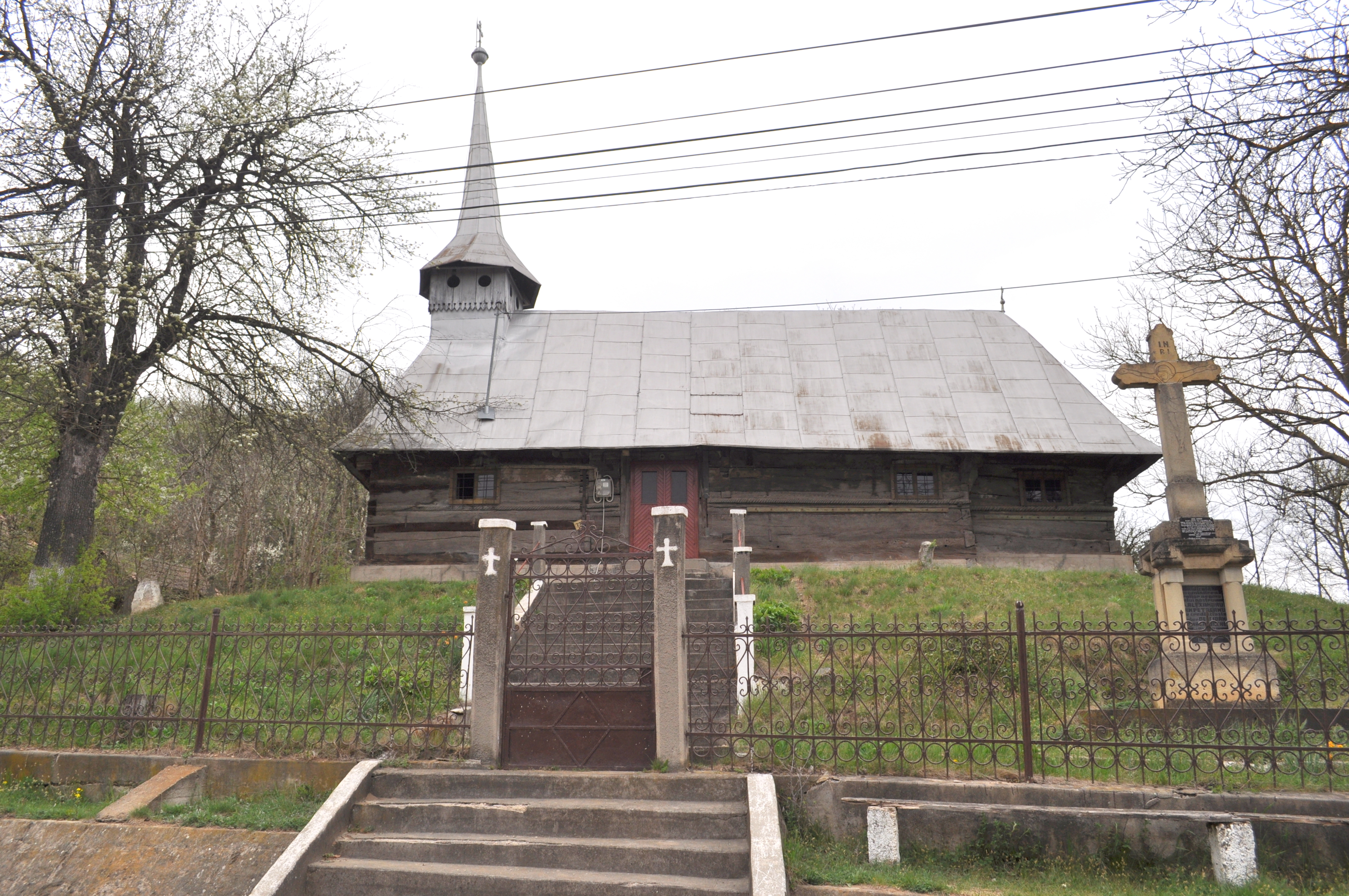
Biserica de lemn „Sfinții Arhangheli Mihail și Gavriil" (monument istoric)
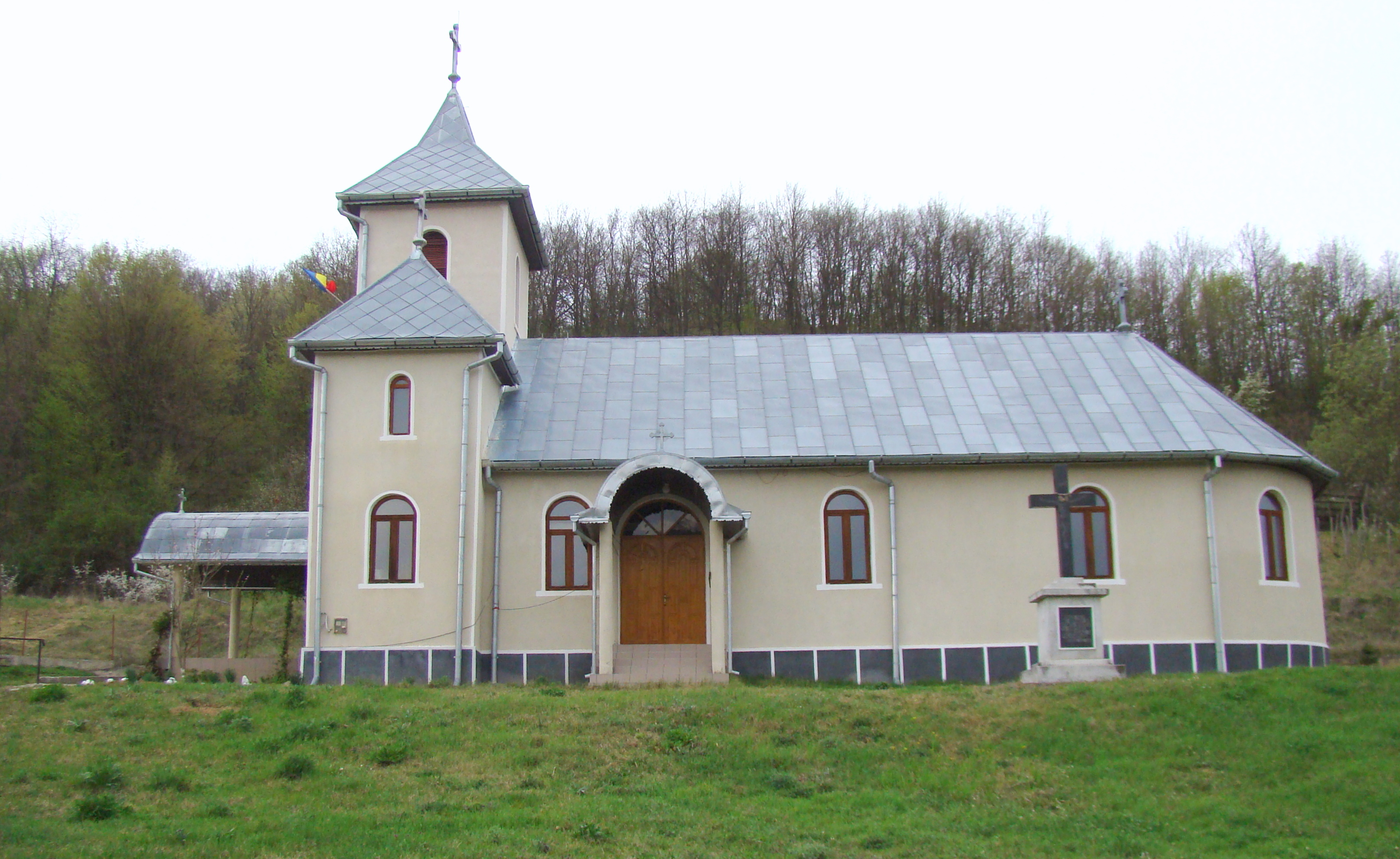
Biserica ortodoxă
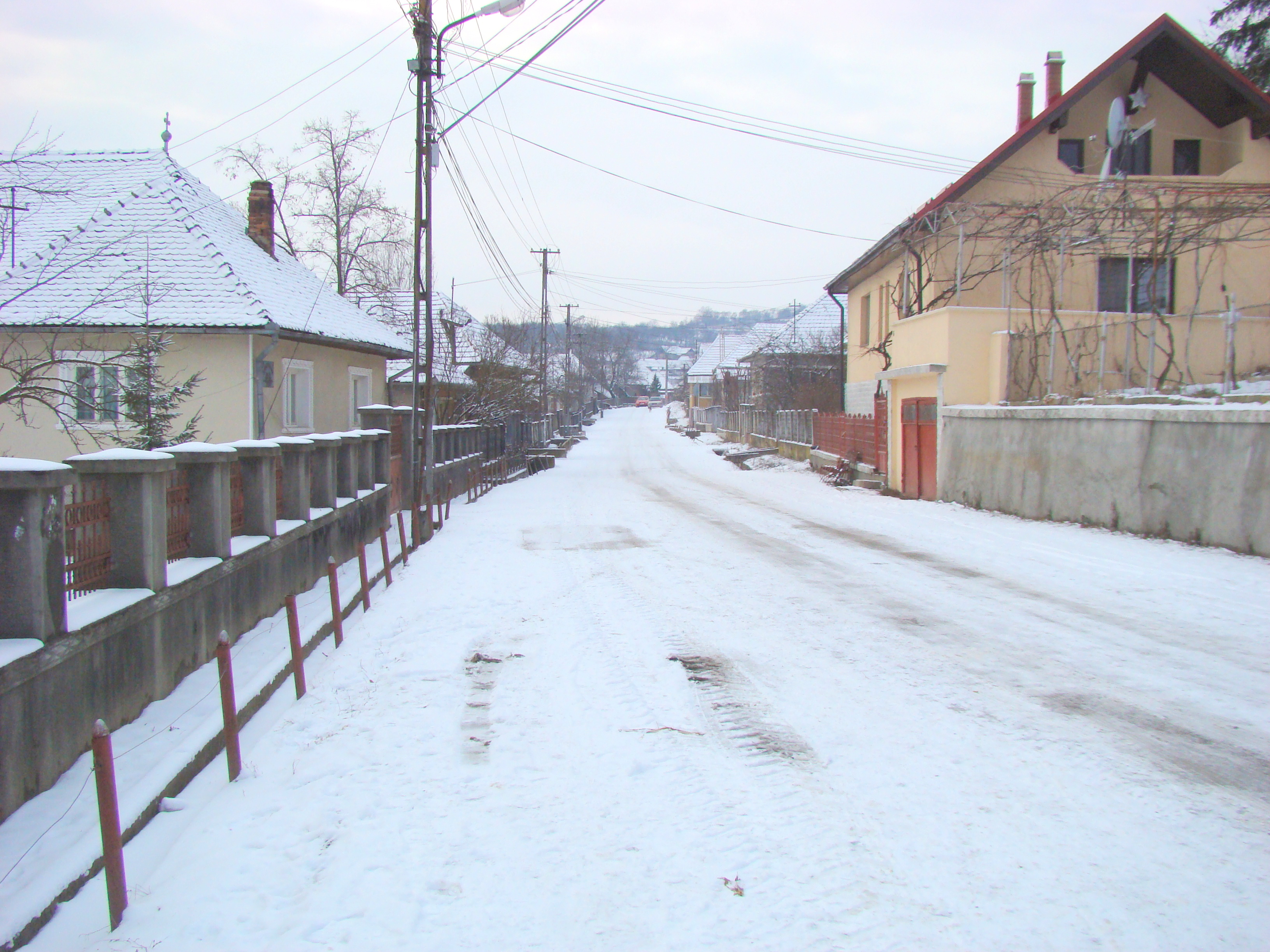
Ciumărna
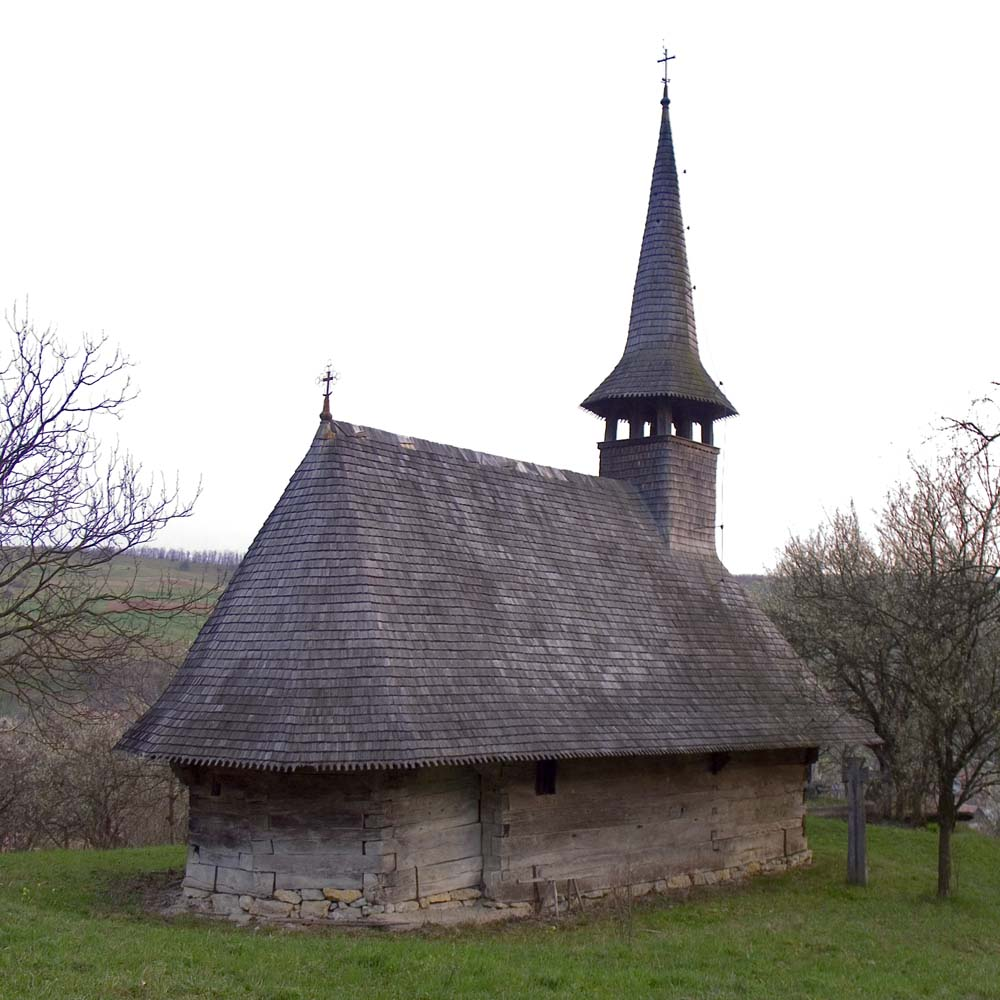
Biserica de lemn din Ciumărna (monument istoric)
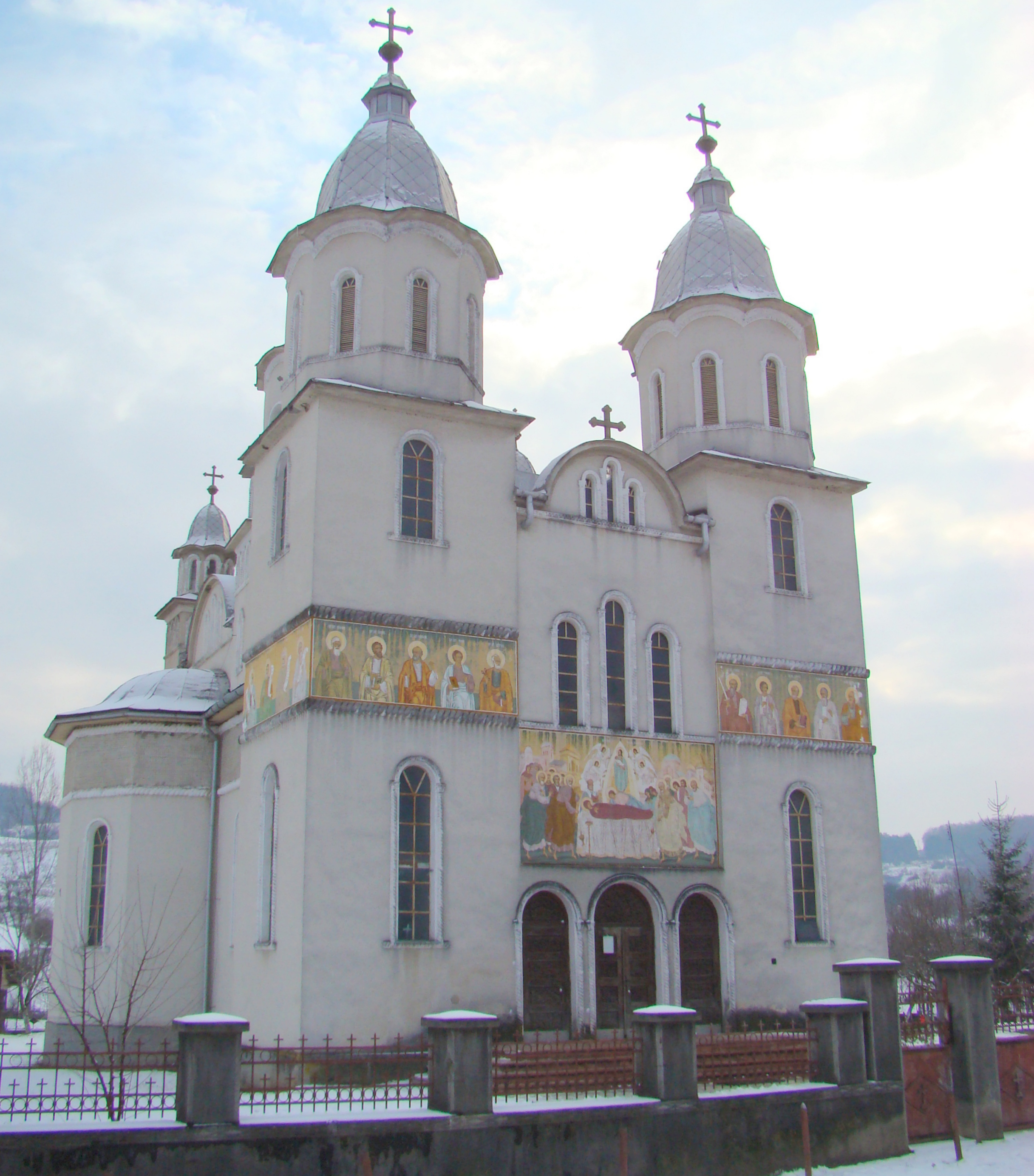
Biserica ortodoxă
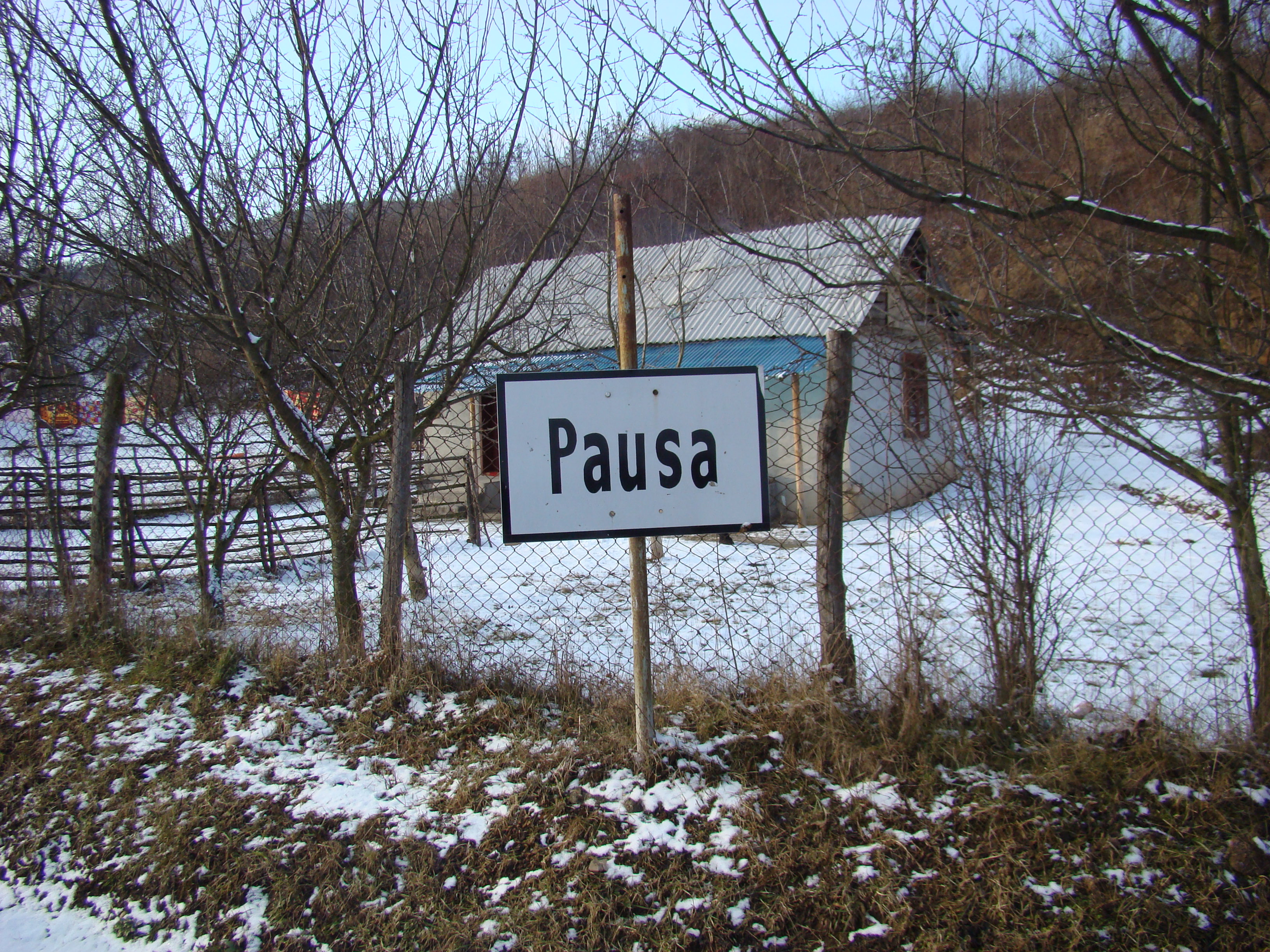
Intrarea în Păușa
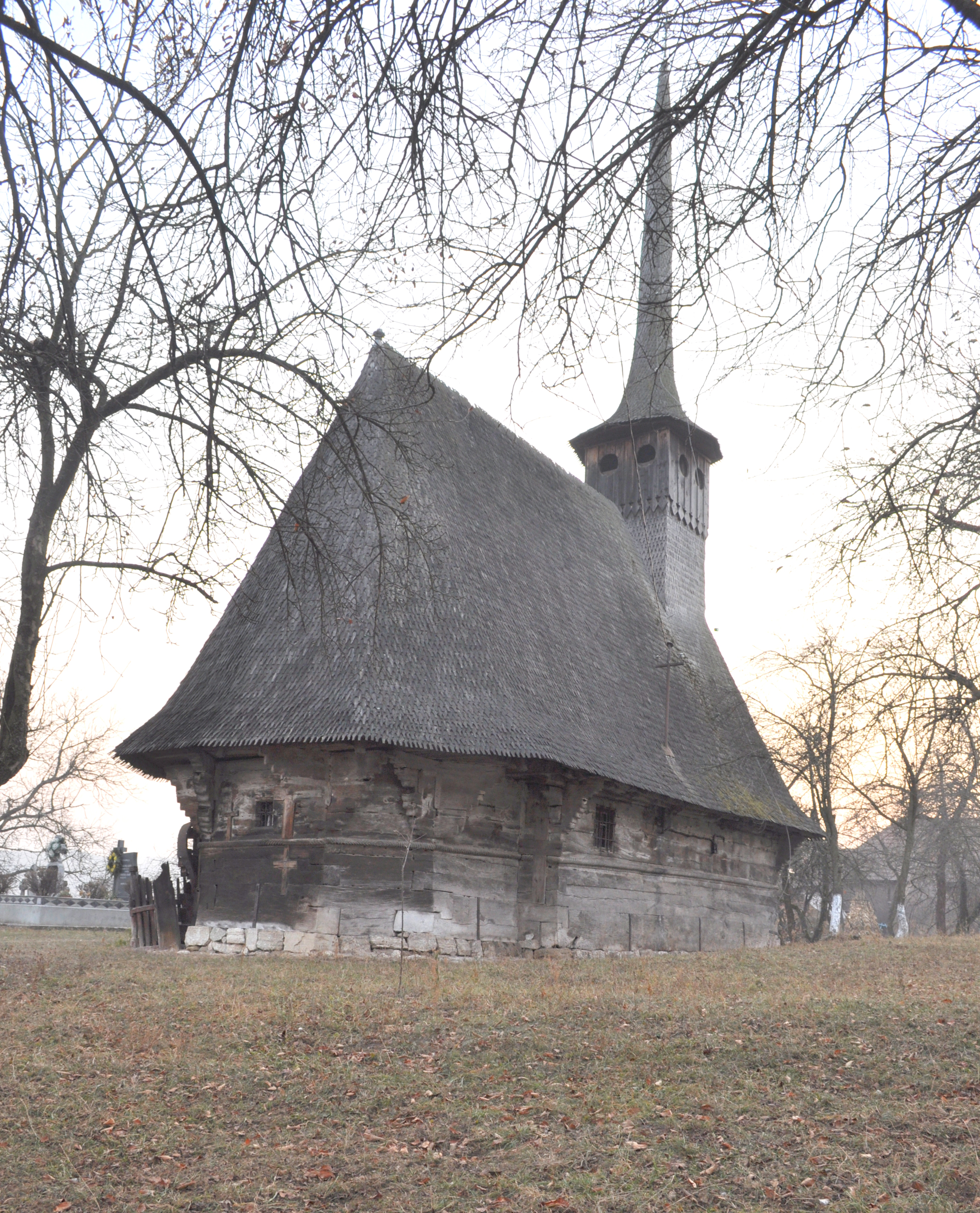
Biserica de lemn „Sfântul Ierarh Nicolae" (monument istoric)
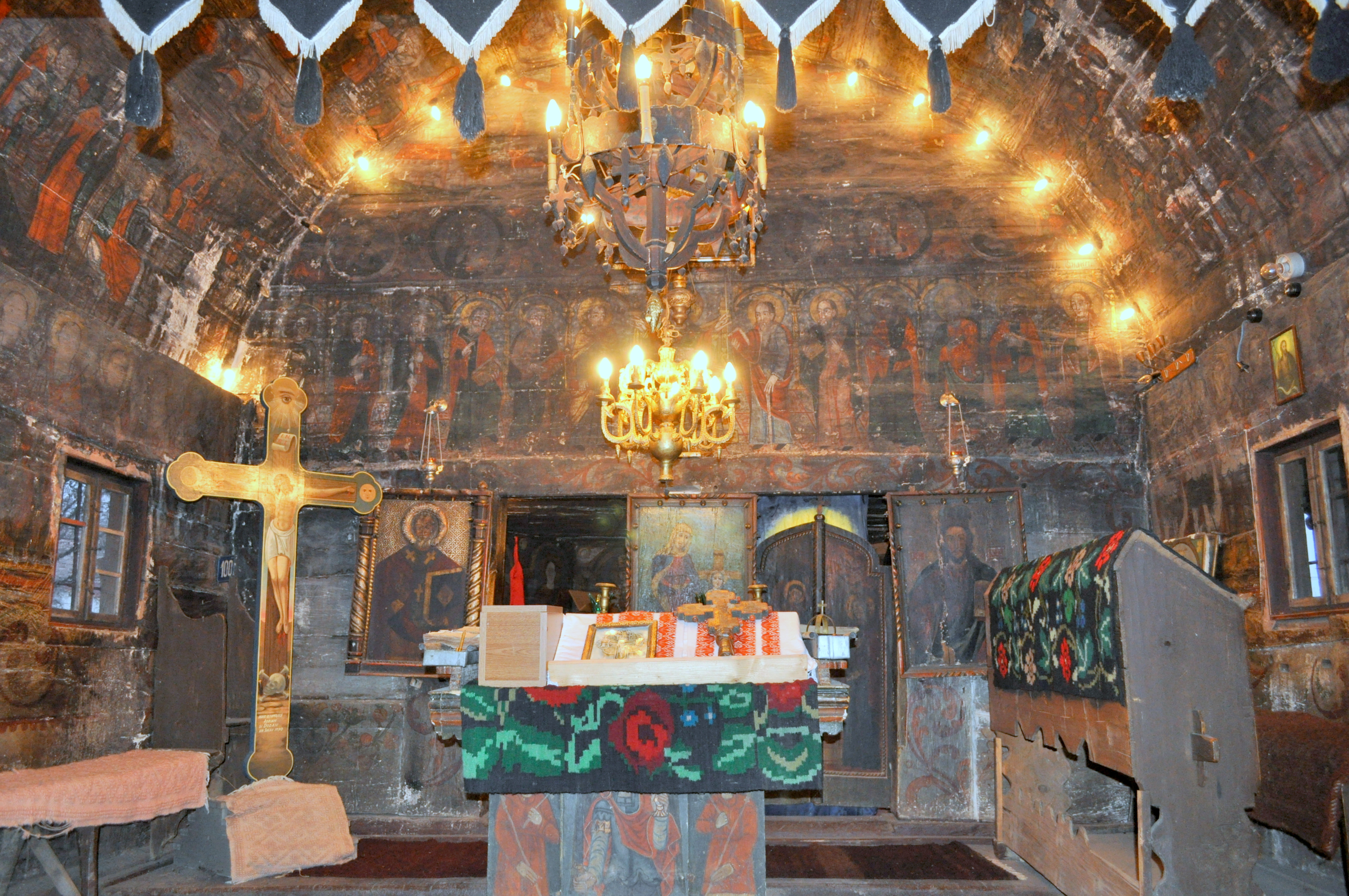
Biserica de lemn „Sfântul Ierarh Nicolae" (interiorul)
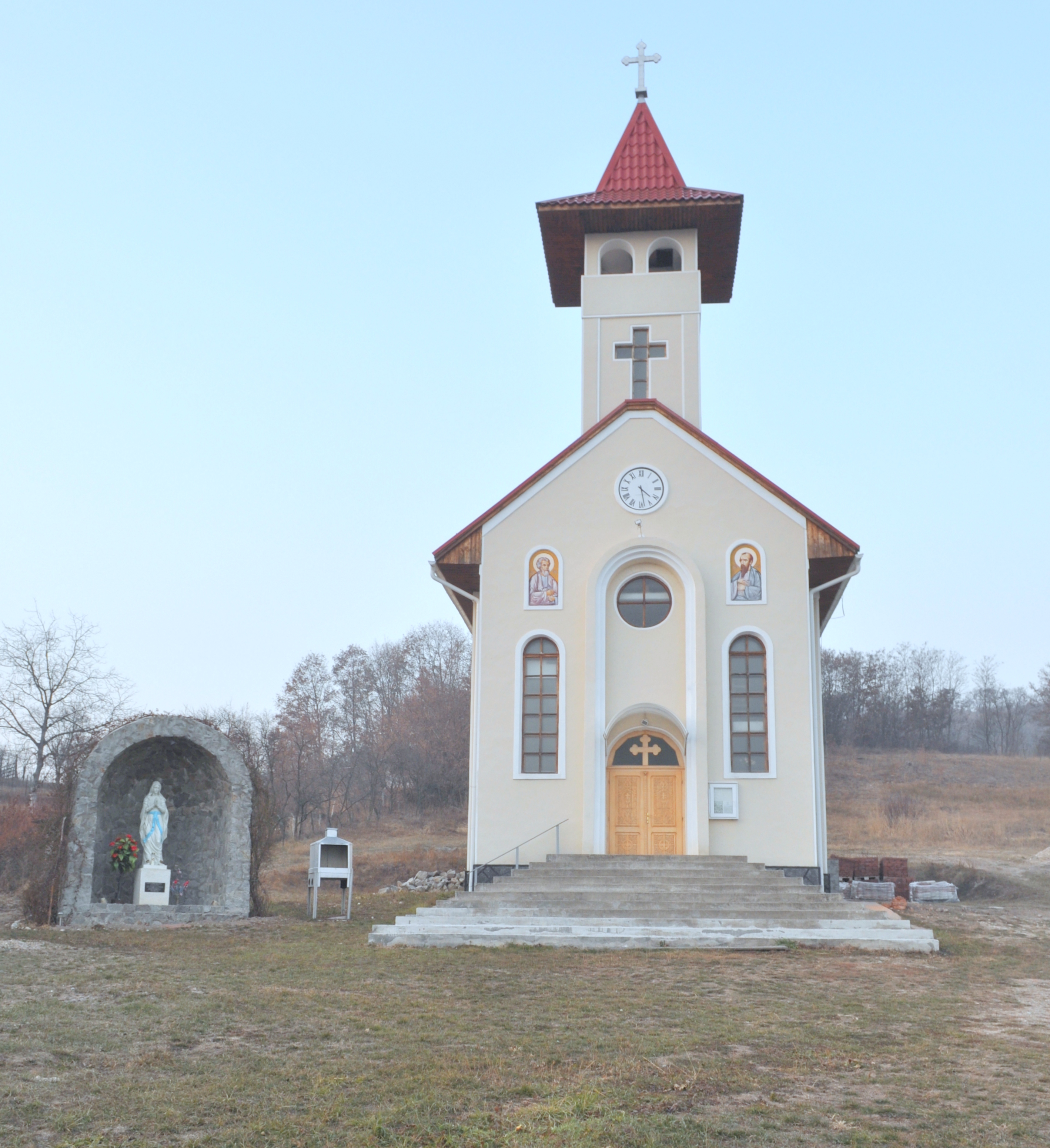
Biserica greco-catolică „Sfinții Apostoli Petru și Pavel”
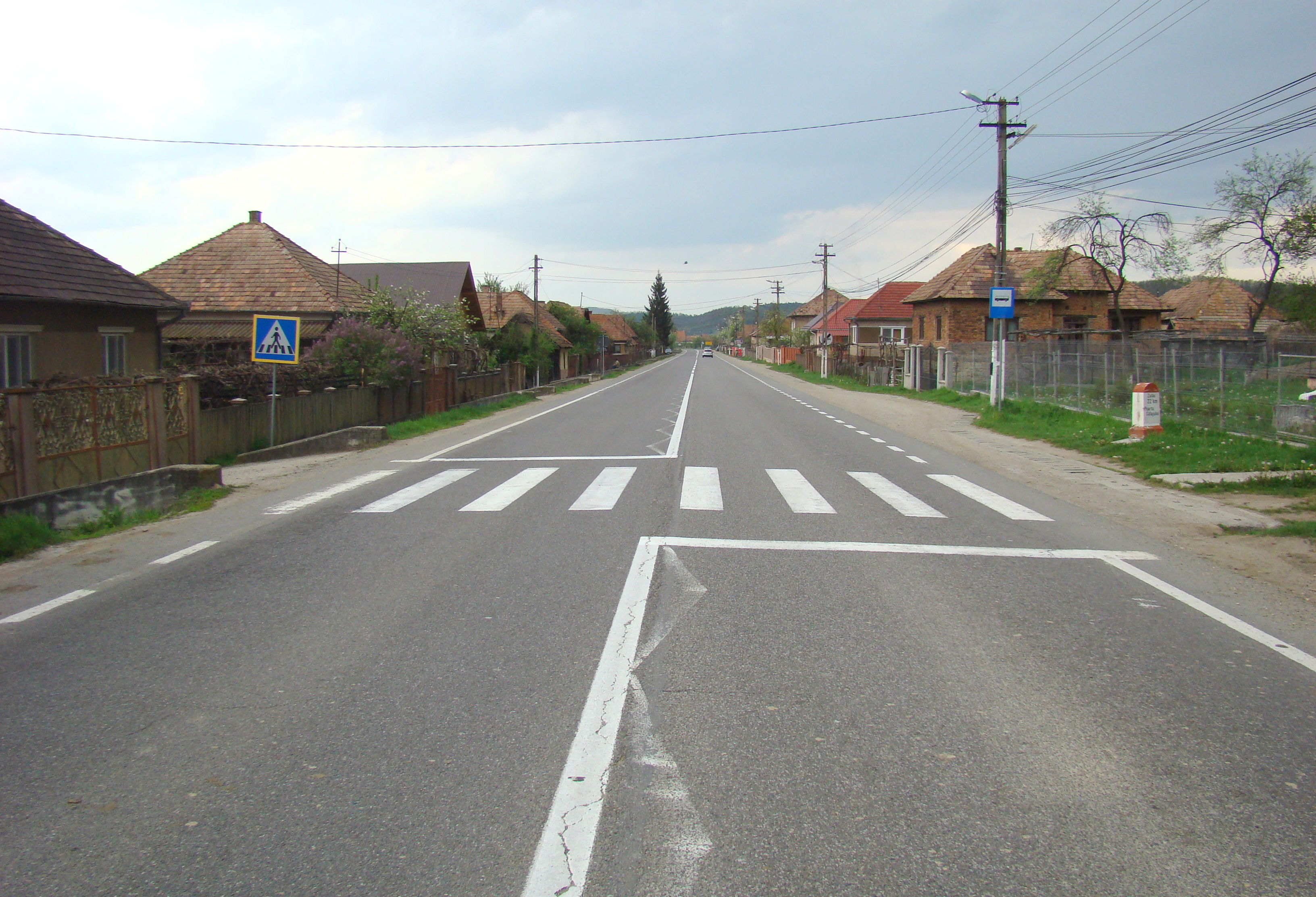
Poarta Sălajului
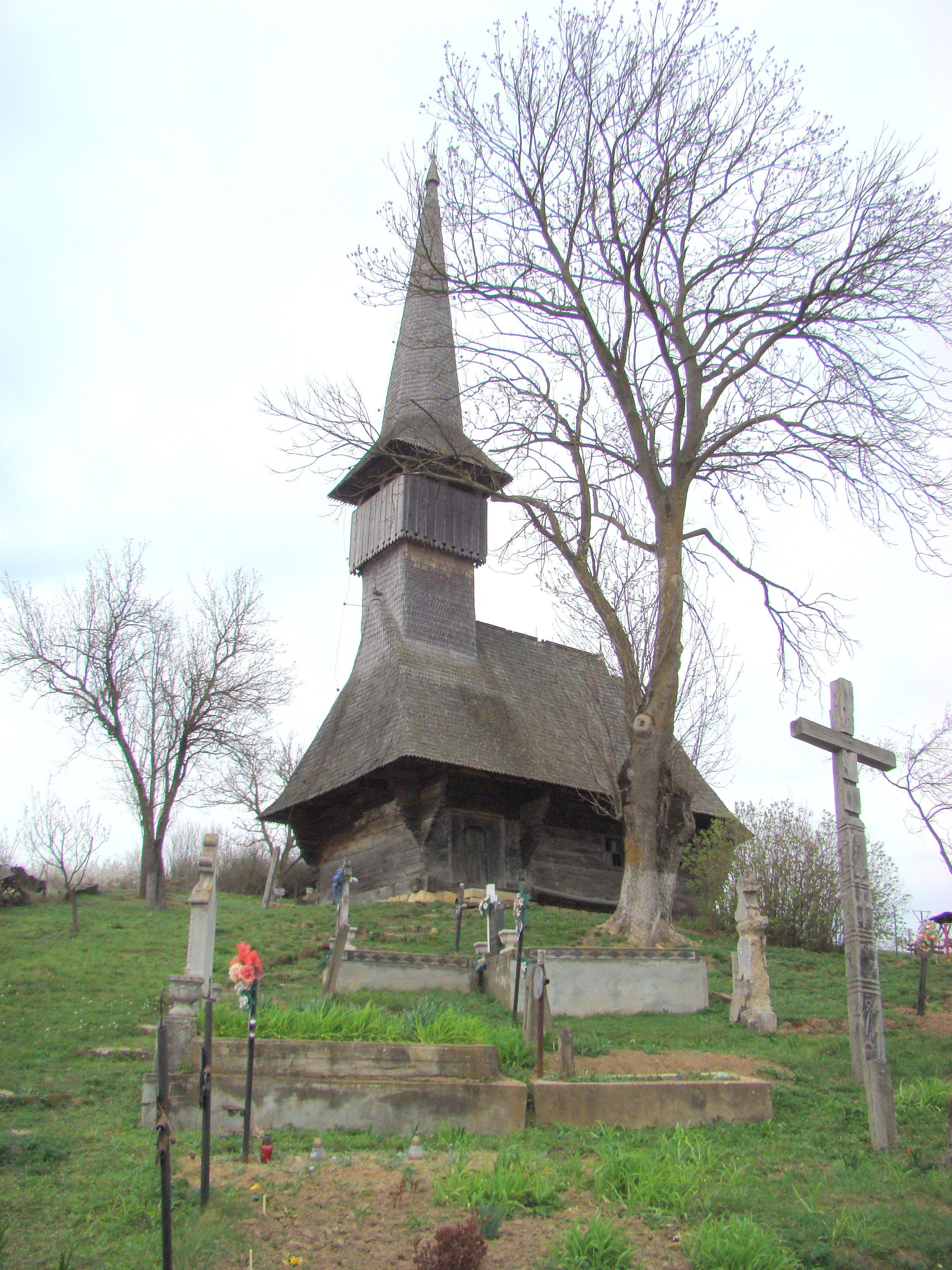
Biserica de lemn „Sfinţii Arhangheli Mihail și Gavriil" (monument istoric)
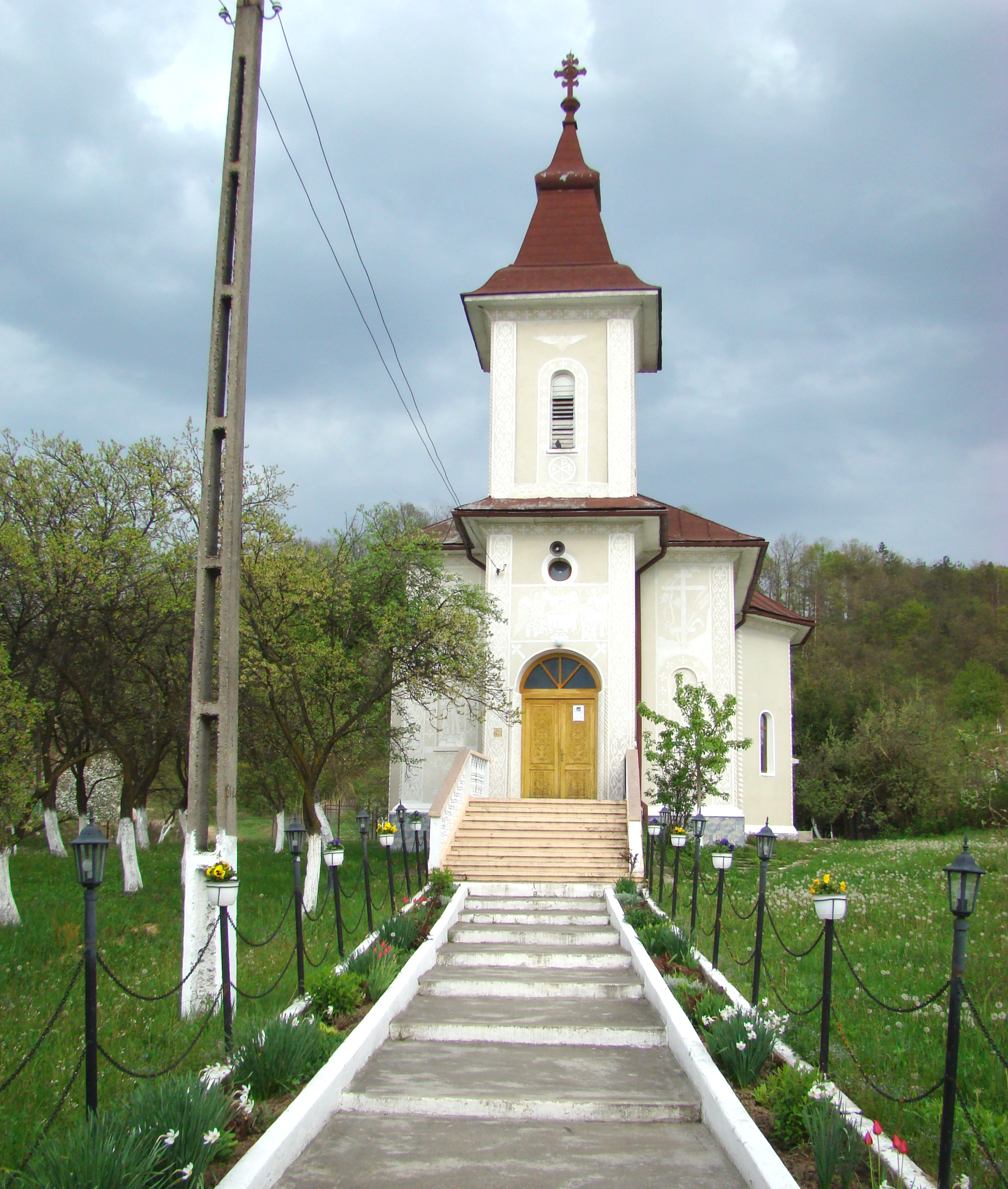
Biserica ortodoxă
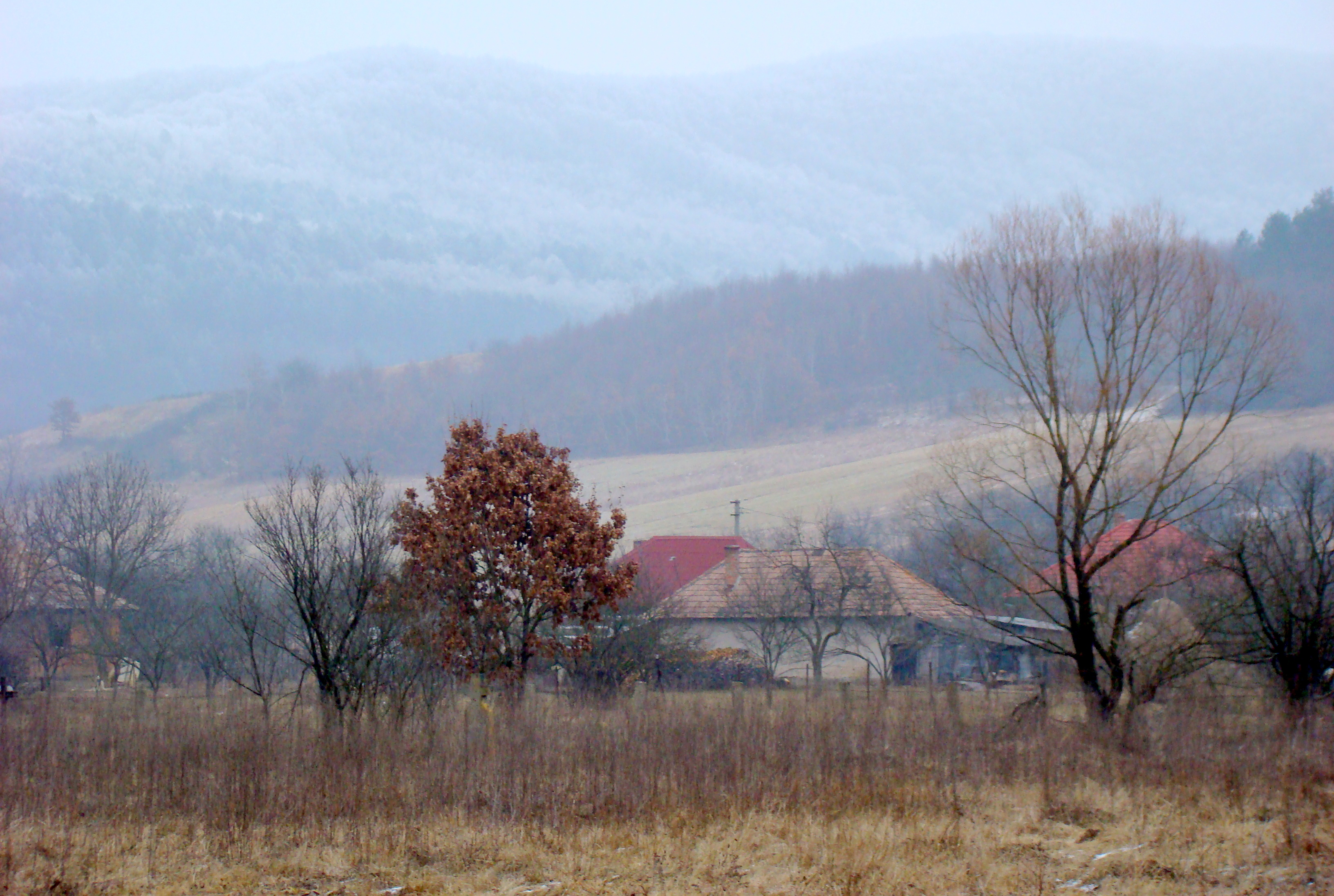
Romita
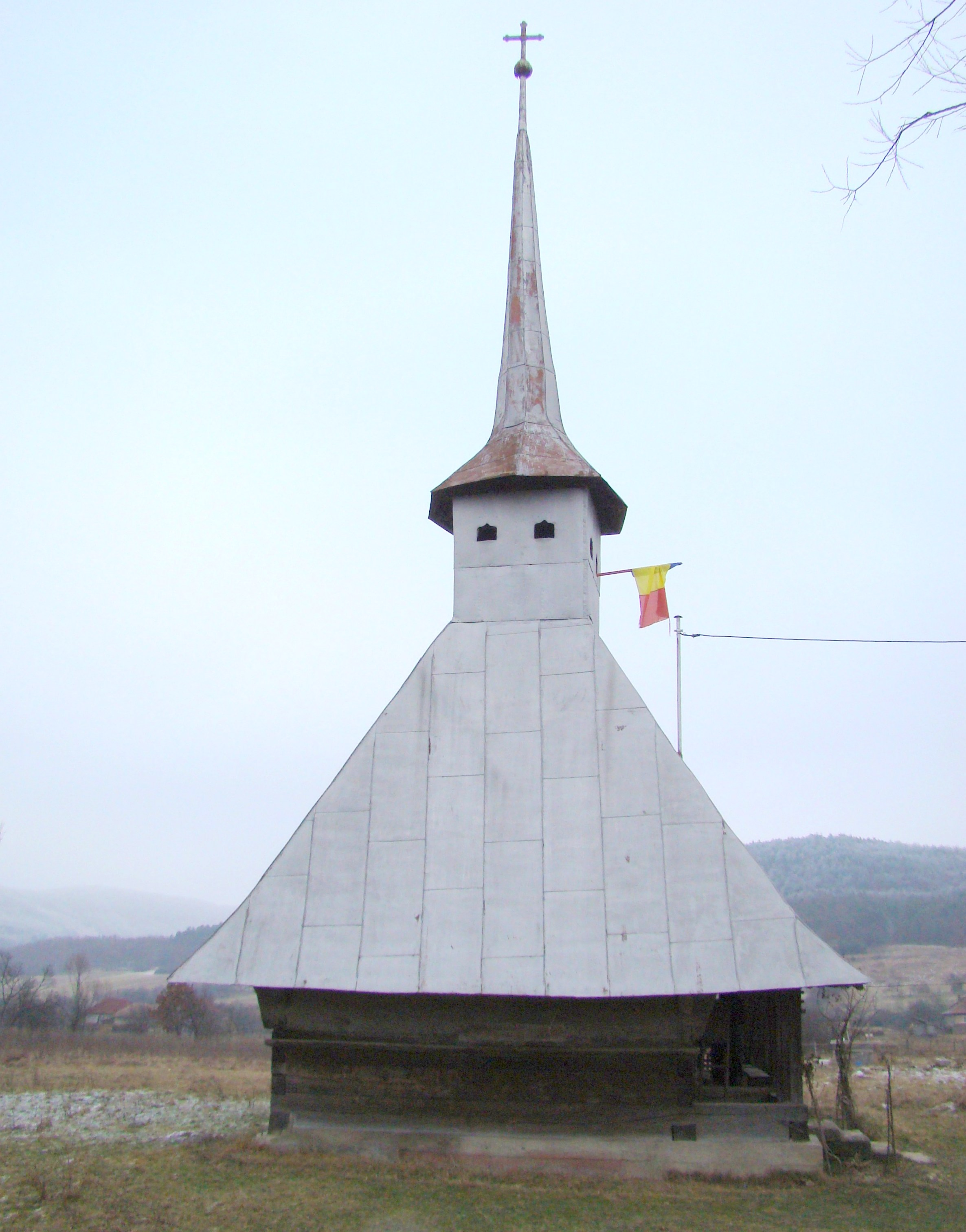
Biserica de lemn din Romita (monument istoric)